# Inverell Shire
Koordinaten: 29° 46′ S, 151° 7′ O

Inverell Shire ist ein lokales Verwaltungsgebiet (LGA) im australischen Bundesstaat New South Wales. Das Gebiet ist 9.408,5 km² groß und hat etwa 17.900 Einwohner.
Inverell liegt im Nordosten des Staates an der Grenze zu Queensland etwa 630 km nördlich der Metropole Sydney und 430 km südwestlich von Brisbane. Das Gebiet umfasst 57 Ortsteile und Ortschaften, darunter Ashford, Bonshaw, Bukkulla, Delungra, Elsmore, Gilgai, Gum Flat, Inverell, Kings Plains, Mount Russell, Nullamanna, Oakwood, Sapphire, Stannifer, Wallangra und Yetman. Der Sitz des Shire Councils befindet sich in Inverell im Süden der LGA, wo etwa 12.000 Einwohner leben.

## Verwaltung
Der Inverell Shire Council hat neun Mitglieder, die von den Bewohnern der LGA gewählt werden. Inverell ist nicht in Bezirke untergliedert. Aus dem Kreis der Councillor rekrutiert sich auch der Mayor (Bürgermeister) des Councils. Bis zur Wahl 2008 bestand der Council aus 12 Mitgliedern.

## Töchter und Söhne des Shires
- Scott Sunderland (* 1966), Radsportler